# Stazione di Katase-Enoshima
La stazione di Katase-Enoshima (片瀬江ノ島駅?, Katase-Enoshima-eki) è una stazione ferroviaria situata nella città di Fujisawa, nella prefettura di Kanagawa, in Giappone, ed è servita dalla linea Odakyū Enoshima delle Ferrovie Odakyū, della quale è capolinea.

## Linee
Ferrovie Odakyū
● Linea Odakyū Enoshima

## Struttura
La stazione è dotata di due marciapiedi a isola con tre binari tronchi in superficie. Il fabbricato viaggiatori è realizzato in stile orientale, con vivaci colori rossi e verdi che richiamano l'architettura dei templi di Kamakura.
| 1-2-4 | ● Linea Odakyū Enoshima | per Fujisawa, Yamato, Sagami-Ōno, Shinjuku e linea Chiyoda |
| 3     | ● Linea Odakyū Enoshima | Binario per la discesa                                     |

## Stazioni adiacenti
| «                     | Servizio                  | »                     |
| Linea Odakyū Enoshima | Linea Odakyū Enoshima     | Linea Odakyū Enoshima |
| --------------------- | ------------------------- | --------------------- |
| Kugenuma-Kaigan       | Locale                    | Capolinea             |
| Fujisawa              | Espresso1 Espresso rapido | Capolinea             |

- 1: alcuni espressi fermano a Kugenuma-Kaigan